# Đảng Ruộng đất Belarus
Đảng Ruộng đất Belarus (tiếng Belarus: Агра́рная па́ртыя, Agrarnaya Partya) là một đảng chính trị theo chủ nghĩa bình quân ruộng đất và chủ nghĩa cộng sản ở Belarus có chủ trương ủng hộ chính quyền của Tổng thống Aliaksandr Ryhoravič Lukašenka.
Đảng Ruộng đất Belarus được thành lập vào năm 1992. Lãnh tụ của Đảng là Mikhas Viktaravich Shymansky. Trong cuộc Bầu cử Quốc hội Belarus năm 1994 đảng giành được 34 ghế trong Quốc hội Belarus. Đến năm 2000 đảng giành được 5 ghế, năm 2004 giành được 3 ghế, năm 2008 giành được 1 ghế.
Ngày 12 tháng 6 năm 2009 Bộ Tư pháp Belarus đã gửi một bức thư cảnh cáo đến Đảng ruộng đất Belarus vì đảng này không báo cáo cho Nhà nước về các hoạt động của đảng.

## Mục tiêu
Cương lĩnh và mục tiêu của Đảng Ruộng đất Belarus:
- Tham gia vào các hoạt động của Nhà nước và chính quyền địa phương thông qua bầu cử và ứng cử;
- Giáo dục chính trị cho quần chúng, giác ngộ quần chúng về lòng yêu nước, tinh thần dân tộc;
- Thay mặt người dân phản ánh các vấn đề của đất nước cho các cơ quan của Nhà nước; đồng thời đem những vấn đề này ra trước ánh sáng công luận;
- Tham gia vào những thủ tục bầu cử quy định bởi luật pháp.
- Tham gia vào việc thực thi các chính sách, chương trình kinh tế-xã hội ở vùng nông thôn;
- Bảo tồn các giá trị đạo đức và tinh thần Belarus và bảo tồn văn hóa tinh thần của vùng nông thôn Belarus.